# Khadija Arib
Pour les articles homonymes, voir Khadija.
Khadija Arib, née le 10 octobre 1960 à Hedami (Maroc), est une femme politique, sociologue et écrivaine néerlando-marocaine. Membre du Parti travailliste (PvdA), elle préside la Seconde Chambre des États généraux du 13 janvier 2016 au 7 avril 2021.

## Biographie
Khadija Arib est née en 1960 à Hedami, au Maroc. À l'âge de 15 ans, elle arrive aux Pays-Bas pour rejoindre son père dans le cadre de la politique menée par l'État néerlandais permettant la réunification des familles immigrées.

### Vie étudiante et active
Elle s'inscrit à l'Académie sociale de l'université d'Amsterdam, où elle obtient une maîtrise en sociologie. Elle travaille à Bréda et Utrecht, puis à l'Institut pour les études sociales et économiques de l'université de Rotterdam. Elle revient par la suite dans la capitale en tant que chercheuse dans le domaine de la santé.

### Parcours politique
En 1998, Khadija Arib fait ses premiers pas en politique sous la bannière du Parti travailliste. À l'issue des élections législatives la même année, elle est élue parlementaire et se concentre essentiellement sur les sujets de santé publique et ayant trait aux enfants.
Perdant son siège en 2006, elle rejoint le Conseil consultatif des droits de l'homme marocain et travaille sur le renforcement des relations entre ses deux pays. Le 1er mars 2007, elle revient à la Seconde Chambre à la suite de la prise de fonction du quatrième cabinet de Jan Peter Balkenende auquel le PvdA participe. La libération de sièges à la Seconde Chambre jusque-là occupées par des personnalités nommées au gouvernement permet aux personnes situées plus bas sur la liste travailliste élue en 2006 de devenir parlementaires.
Le 12 décembre 2015, à la suite de la démission de la présidente Anouchka van Miltenburg, elle assure l'intérim de la direction des travaux parlementaires, du fait de son poste de première vice-présidente et est formellement élue à ce poste le 13 janvier 2016 par 83 voix sur 134, bien que l'assemblée soit dominée par les libéraux. Le chef politique du Parti pour la liberté, Geert Wilders, condamne cette élection, reprochant à Arib de détenir une double nationalité. Elle conserve le poste après les élections de 2017.

### Activités liées au Maroc
En tant que ressortissante marocaine, elle est membre d'un groupe de travail sur les migrations au sein d'un organe officiel de l'État marocain, le Conseil consultatif des droits de l'homme (CCDH). Cependant, en 1989, elle a été emprisonnée dans son pays d'origine pour avoir publié un article concernant la condition féminine dans la société marocaine. Après intervention du ministère des Affaires étrangères des Pays-Bas, elle est autorisée à revenir en Europe. Elle a par la suite fait publier divers ouvrages sur les thèmes de la femme et de l'immigration. Le plus connu est son récit autobiographique Couscous le dimanche, dans lequel elle revient sur son enfance passée à Casablanca, avant qu'elle ne soit confrontée à une nouvelle culture. Khadija Arib est en outre la fondatrice de l'Union des femmes marocaines aux Pays-Bas et a défendu un projet de loi en 2006 visant à mieux protéger les femmes immigrées.

## Distinctions
- Docteure honoris causa de l'université libre d'Amsterdam (2020)[6]